# Ʃ
L'esh (maiuscolo: Ʃ, minuscolo: ʃ; Unicode  U+01A9, U+0283) è un carattere tipografico usato assieme alle lettere dell'alfabeto latino, introdotto da Isaac Pitman nel 1847 nel suo alfabeto fonologico, per rappresentare la consonante fricativa postalveolare sorda, suono ancor oggi rappresentato da questa lettera nell'Alfabeto Fonetico Internazionale (che utilizza la sola variante minuscola) e negli alfabeti di molte lingue africane.
La variante minuscola, ʃ è molto simile alla forma corsiva della S lunga ſ o al simbolo dell'integrale ∫, mentre quella maiuscola Ʃ è basata sulla lettera sigma dell'alfabeto greco

## La ʃ nelle varie lingue
- in italiano, il suono ʃ si rappresenta con sc o sci
Es: Sciare - Sciarpa
- in tedesco e lussemburghese, il suono ʃ si rappresenta con sch
Es:Schläß (palazzo in lussemburghese) - Schiff (nave in tedesco)
- in inglese, il suono ʃ si rappresenta con sh
Es: Sheep (pecora) - Shop (negozio)
- in ceco, slovacco, serbo, croato, bosniaco e sloveno, il suono ʃ si rappresenta con š
Es: šin (stinco in ceco) - Mikuláša (Nicola in Slovacco)
- in francese, il suono ʃ si rappresenta con ch
es: chic (elegante) - château (castello)
- in turco e azero, il suono ʃ si rappresenta con ş
Es: Ştefan  (Stefano) pişmiş (cotto)
- in russo, bielorusso e ucraino, il suono ʃ si rappresenta con ш
Es: улучшение (miglioramento) - шахмëты (scacchi)
- in esperanto, il suono ʃ si rappresenta con ŝ
Es: ŝi (lei) - fiŝo (pesce)